# Salto de esqui nos Jogos Olímpicos de Inverno de 2022 - Equipe mista
A competição de equipe mista do salto de esqui nos Jogos Olímpicos de Inverno de 2022 foi disputada Snow Ruyi National Ski Jumping Centre, em Zhangjiakou, no dia 7 de fevereiro.

## Medalhistas
|  | SLO Eslovênia                                   |  | ROC                                                         |  | CAN Canadá                                                             |
|  | Nika Križnar Timi Zajc Urša Bogataj Peter Prevc |  | Irma Makhinia Danil Sadreev Irina Avvakumova Evgenii Klimov |  | Alexandria Loutitt Matthew Soukup Abigail Strate Mackenzie Boyd-Clowes |

## Programação
Horário local (UTC+8).
| Data                   | Horário | Evento          |
| ---------------------- | ------- | --------------- |
| 7 de fevereiro de 2022 | 10:30   | Rodada-teste    |
| 7 de fevereiro de 2022 | 11:45   | Primeira rodada |
| 7 de fevereiro de 2022 | 12:51   | Final           |

## Resultados
| Pos. | Bib                    | País                                                                                   | Round 1                | Round 1                       | Round 1 | Final                 | Final                         | Final           | Total           |
| Pos. | Bib                    | País                                                                                   | Distância (m)          | Pontos                        | Pos.    | Distância (m)         | Pontos                        | Pos.            | Pontos          |
| ---- | ---------------------- | -------------------------------------------------------------------------------------- | ---------------------- | ----------------------------- | ------- | --------------------- | ----------------------------- | --------------- | --------------- |
| 1    | 9 9–1 9–2 9–3 9–4      | SLO Eslovênia Nika Križnar Timi Zajc Urša Bogataj Peter Prevc                          | 101.0 97.5 106.0 101.5 | 506.4 126.6 120.4 133.1 126.3 | 1       | 99.5 100.0 101.5      | 495.1 121.5 123.0 124.3 126.3 | 1               | 1001.5          |
| 2    | 4 4–1 4–2 4–3 4–4      | ROC Irma Makhinia Danil Sadreev Irina Avvakumova Evgenii Klimov                        | 86.0 99.5 92.0 100.5   | 448.8 92.4 124.1 105.8 126.5  | 3       | 81.5 100.5 91.5 103.0 | 441.5 81.4 125.8 103.7 130.6  | 4               | 890.3           |
| 3    | 2 2–1 2–2 2–3 2–4      | CAN Canadá Alexandria Loutitt Matthew Soukup Abigail Strate Mackenzie Boyd-Clowes      | 84.0 87.0 93.5 101.5   | 415.4 87.6 94.1 108.3 125.4   | 4       | 90.0 89.0 91.5 101.5  | 429.2 101.4 97.1 102.6 128.1  | 5               | 844.6           |
| 4    | 6 6–1 6–2 6–3 6–4      | JPN Japão Sara Takanashi Yukiya Satō Yuki Ito Ryōyū Kobayashi                          | DSQ 99.5 93.0 102.5    | 359.9 0.0 122.9 106.9 130.1   | 8       | 98.5 100.5 88.0 106.0 | 476.4 118.9 122.7 97.3 137.5  | 2               | 836.3           |
| 5    | 10 10–1 10–2 10–3 10–4 | AUT Áustria Daniela Iraschko-Stolz Stefan Kraft Lisa Eder Manuel Fettner               | DSQ 102.0 96.0 101.0   | 370.7 0.0 130.2 113.1 127.4   | 6       | 84.0 102.0 90.5 102.0 | 447.3 86.4 131.2 101.8 127.9  | 3               | 818.0           |
| 6    | 5 5–1 5–2 5–3 5–4      | POL Polônia Nicole Konderla Dawid Kubacki Kinga Rajda Kamil Stoch                      | 75.5 96.0 80.5 99.5    | 386.1 67.8 114.6 78.4 125.3   | 5       | 72.5 101.0 73.5 102.5 | 377.1 61.3 123.6 61.4 130.8   | 6               | 763.2           |
| 7    | 3 3–1 3–2 3–3 3–4      | CZE República Checa Klára Ulrichová Čestmír Kožíšek Karolína Indráčková Roman Koudelka | 78.5 91.0 78.0 93.0    | 362.5 76.2 104.5 74.3 107.5   | 7       | 73.5 92.5 83.0 92.5   | 360.3 61.5 106.8 84.5 107.5   | 7               | 722.8           |
| 8    | 7 7–1 7–2 7–3 7–4      | NOR Noruega Anna Odine Strøm Robert Johansson Silje Opseth Marius Lindvik              | 92.0 99.5 91.0 102.5   | 457.4 104.5 123.2 101.4 128.3 | 2       | DSQ 100.5 DSQ 100.5   | 250.5 0.0 124.9 0.0 125.6     | 8               | 707.9           |
| 9    | 8 8–1 8–2 8–3 8–4      | GER Alemanha Selina Freitag Constantin Schmid Katharina Althaus Karl Geiger            | 88.0 101.0 DSQ 101.5   | 350.9 95.4 127.7 0.0 127.8    | 9       | Did not advance       | Did not advance               | Did not advance | Did not advance |
| 10   | 1 1–1 1–2 1–3 1–4      | CHN China Dong Bing Song Qiwu Peng Qingyue Zhao Jiawen                                 | 76.0 71.5 65.0 74.0    | 229.8 69.4 57.7 42.0 60.7     | 10      | Did not advance       | Did not advance               | Did not advance | Did not advance |

Legenda
| Recorde mundial      | Recorde mundial (World record)               |                       | Recorde africano                      | Recorde africano (African) |                                           | Q | Classificado por posição (Qualified) |
| Recorde olímpico     | Recorde olímpico (Olympic record)            | Recorde da América    | Recorde da América (Americas)         | q                          | Classificado por melhor tempo (Qualified) |   |                                      |
| Melhor marca do ano  | Melhor marca do ano (World leading)          | Recorde asiático      | Recorde asiático (Asian)              | DNS                        | Não largou (Did not start)                |   |                                      |
| Recorde nacional     | Recorde nacional (National record)           | Recorde europeu       | Recorde europeu (European)            | DNF                        | Não terminou (Did not finish)             |   |                                      |
| Recorde pessoal      | Recorde pessoal do atleta (Personal best)    | Recorde da Oceania    | Recorde da Oceania (Oceania)          | DSQ / DQ                   | Desclassificado (Disqualified)            |   |                                      |
| Recorde da temporada | Recorde da temporada do atleta (Season best) | Recorde sul-americano | Recorde sul-americano (South America) | NM                         | Sem marca (No mark)                       |   |                                      |